# Ligue de diamant 2011 - 5 000 m féminin
L'épreuve du 5 000 mètres féminin de la Ligue de diamant 2011 se déroule du 15 mai au 8 septembre 2011. La compétition fait successivement étape à Shanghai, Eugene, Oslo, Paris, Stockholm et Londres, la finale ayant lieu à Zurich peu après les Championnats du monde de Daegu.

## Calendrier
| Date             | Meeting             | Ville     | Pays        |
| ---------------- | ------------------- | --------- | ----------- |
| 15 mai 2011      | Golden Grand Prix   | Shanghai  | Chine       |
| 4 juin 2011      | Prefontaine Classic | Eugene    | États-Unis  |
| 9 juin 2011      | Bislett Games       | Oslo      | Norvège     |
| 8 juillet 2011   | Meeting Areva       | Paris     | France      |
| 29 juillet 2011  | DN Galan            | Stockholm | Suède       |
| 5-6 aout 2011    | London Grand Prix   | Londres   | Royaume-Uni |
| 8 septembre 2011 | Weltklasse          | Zurich    | Suisse      |

## Résultats
| Date | Meeting   | 1er                                      | 1er   | 2e                                  | 2e    | 3e                                 | 3e    |
| --- | --------- | ---------------------------------------- | ----- | ----------------------------------- | ----- | ---------------------------------- | ----- |
| 15 mai 2011 | Shanghai  | Vivian Cheruiyot 14 min 31 s 92 (WL)     | 4 pts | Sentayehu Ejigu 14 min 32 s 87      | 2 pts | Linet Masai 14 min 32 s 95         | 1 pt  |
| 3 juin 2011 | Eugene    | Vivian Cheruiyot 14 min 33 s 96 (MR)     | 4 pts | Linet Masai 14 min 35 s 44          | 2 pts | Mercy Cherono 14 min 37 s 01 (PB)  | 1 pt  |
| 9 juin 2011 | Oslo      | Meseret Defar 14 min 37 s 32 (SB)        | 4 pts | Sentayehu Ejigu 14 min 37 s 50      | 2 pts | Genzebe Dibaba 14 min 37 s 56 (PB) | 1 pt  |
| 8 juillet 2011 | Paris     | Meseret Defar 14 min 29 s 52 (WL)        | 4 pts | Sentayehu Ejigu 14 min 31 s 66 (SB) | 2 pts | Mercy Cherono 14 min 35 s 13 (PB)  | 1 pt  |
| 29 juillet 2011 | Stockholm | Vivian Cheruiyot 14 min 20 s 87 (WL, NR) | 4 pts | Sally Kipyego 14 min 43 s 87        | 2 pts | Sylvia Kibet 14 min 45 s 31 (SB)   | 1 pt  |
| 5-6 aout 2011 | Londres   | Lauren Fleshman 15 min 00 s 57 (SB)      | 4 pts | Helen Clitheroe 15 min 06 s 75 (PB) | 2 pts | Grace Momanyi 15 min 07 s 49 (PB)  | 1 pt  |
| 8 septembre 2011 | Zurich    | Vivian Cheruiyot 14 min 30 s 10 (MR)     | 8 pts | Sally Kipyego 14 min 30 s 42 (PB)   | 4 pts | Linet Masai 14 min 35 s 11         | 2 pts |
| Records et Performances - AR : Record continental (area record) - CR : Record des championnats (championship record) - MR : Record du meeting (meet record) - NR : Record national (national record) - OR : Record olympique (olympic record) - PR : Record paralympique (paralympic record) - PB : Record personnel (personal best) - SB : Meilleure performance personnelle de la saison (season's best) - WL : Meilleure performance mondiale de l'année (world leader) - WJR : Record du monde junior (world junior record) - WR : Record du monde (world record) Circonstances et Conditions - DNF : N'a pas terminé (did not finish) - DNS : N'a pas pris le départ (did not start) - DQ : Disqualification (disqualification) - NM : Aucun essai valable enregistré (No Mark) - Q : Qualifié « directement » au prochain tour (ou à la prochaine compétition), lors d'une compétition majeure, grâce au classement ou à la réalisation des minima (automatic qualifier) - q : Qualifié au prochain tour (ou à la prochaine compétition), lors d'une compétition majeure, grâce au repêchage ou à la réalisation de l'une des meilleures performances parmi celles des « non qualifiés directement » (grâce au meilleur temps ou à la meilleure distance par exemple) (secondary qualifier) |           |                                          |       |                                     |       |                                    |       |

## Classement général
- Classement final[1] :

| Rang | Athlète                       | Points |
| ---- | ----------------------------- | ------ |
| 1    | Vivian Cheruiyot              | 20     |
| 2    | Sally Kipyego                 | 6      |
| 3    | Sentayehu Ejigu               | 6      |
| 4    | Linet Masai                   | 5      |
| 5    | Mercy Cherono Helen Clitheroe | 2      |